# Eilema birketsmithi
Eilema birketsmithi är en fjärilsart som beskrevs av De Toulgoët 1977. Eilema birketsmithi ingår i släktet Eilema och familjen björnspinnare. Inga underarter finns listade i Catalogue of Life.